# Hōrin-ji (Nara)
Pour les articles homonymes, voir Hōrin-ji.
Hōrin-ji (法輪寺, 法琳寺, 法林寺), ou Mii-dera (三井寺、御井寺) est un temple bouddhiste situé à Mii, Ikaruga, dans la préfecture de Nara au Japon. Le préfixe honoraire du temple est sangō Myōken-san (妙見山). Hōrin-ji se trouve à environ un kilomètre au nord du tō-in de Hōryū-ji.

## Histoire
L'origine du temple n'est pas certaine, bien qu'il existe deux théories répandues, à savoir :

1. Il a été construit en 622 par Yamashiro no Ōe no ō comme souhait de guérison pour son père prince Regent Shōtoku ou
2. Il a été construit en 670 par trois moines, Kudara Kaihōshi, Enmyōshi et Shimohishinmotsu, dans le cadre de la reconstruction de Hōryū-ji qui avait brûlé cette même année. La date originale de construction n'est pas claire mais les dernières recherches suggèrent que c'était au VIIe siècle. Le temple était un trésor national désigné jusqu'à ce que la dernière structure restante d'origine du complexe, la pagode de trois étages, soit frappée par la foudre en 1944 et détruite par l'incendie. L'actuelle pagode est une reconstitution de 1975, et contient le reliquaire d'origine sauvé de l'incendie de 1944.

Le temple possède six statues bouddhistes qui sont désignées biens culturels importants. Elles sont accessibles au public lors d'expositions régulières.

## Galerie d'images

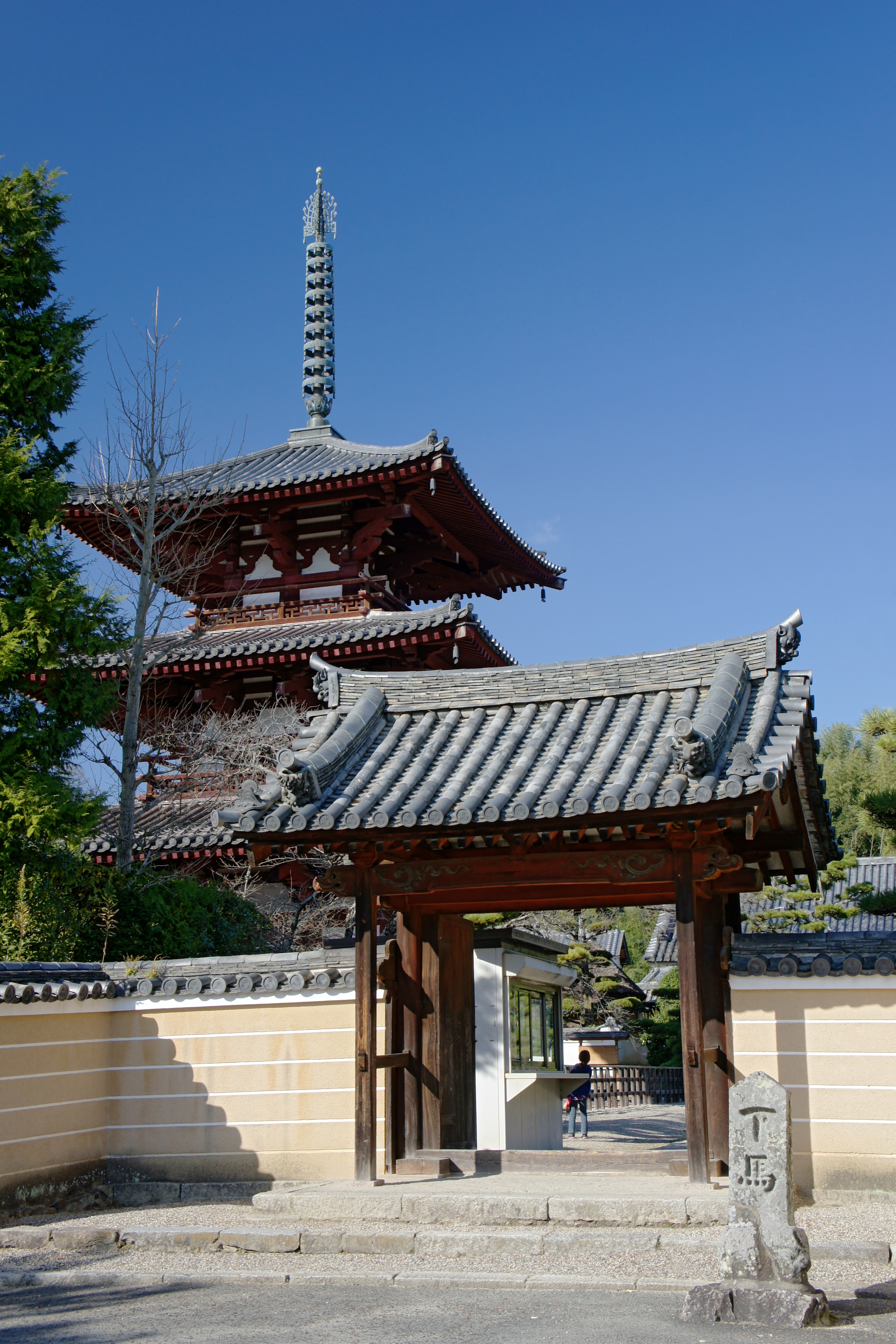
Le minamimon
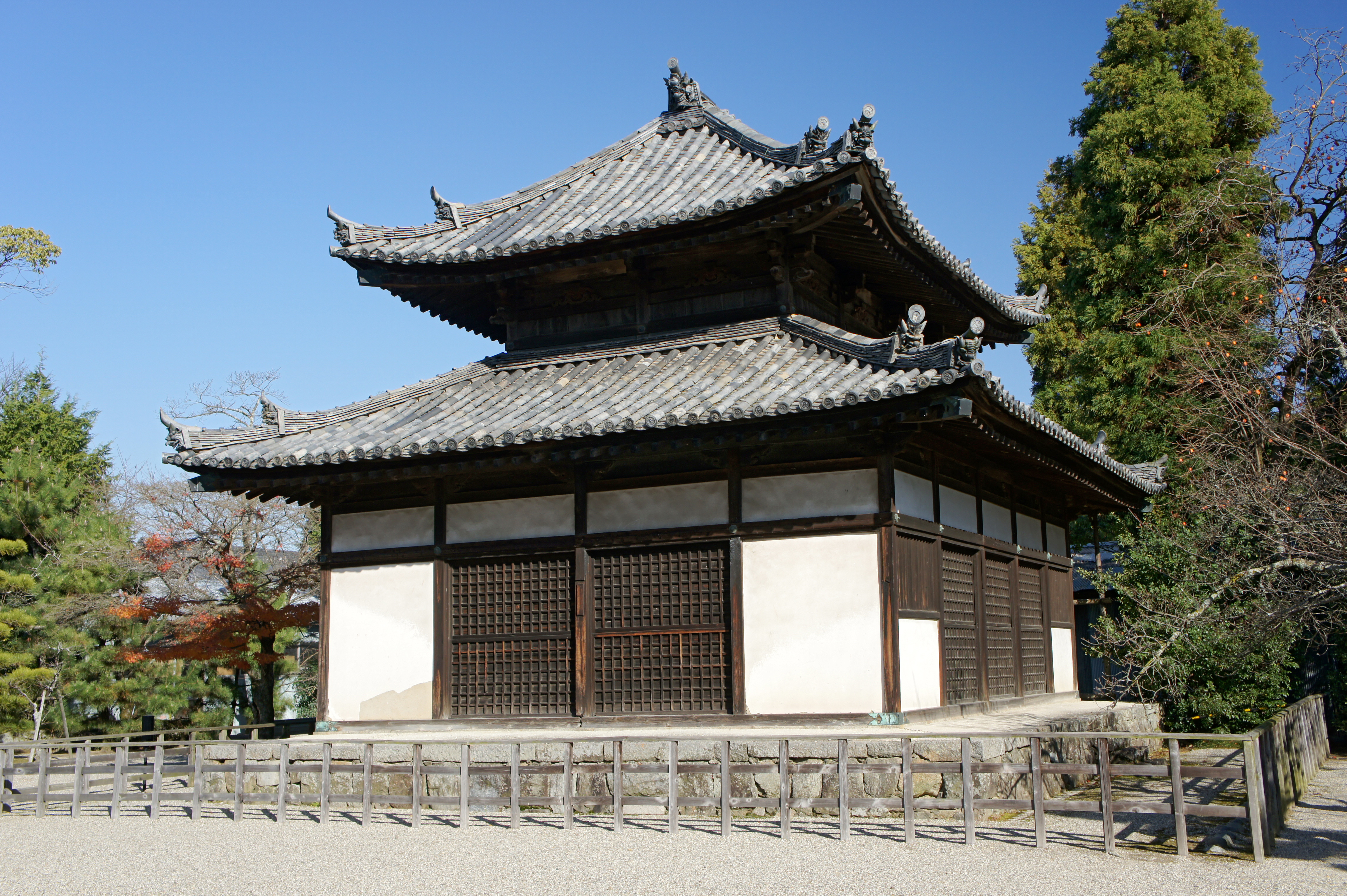
Le kon-dō
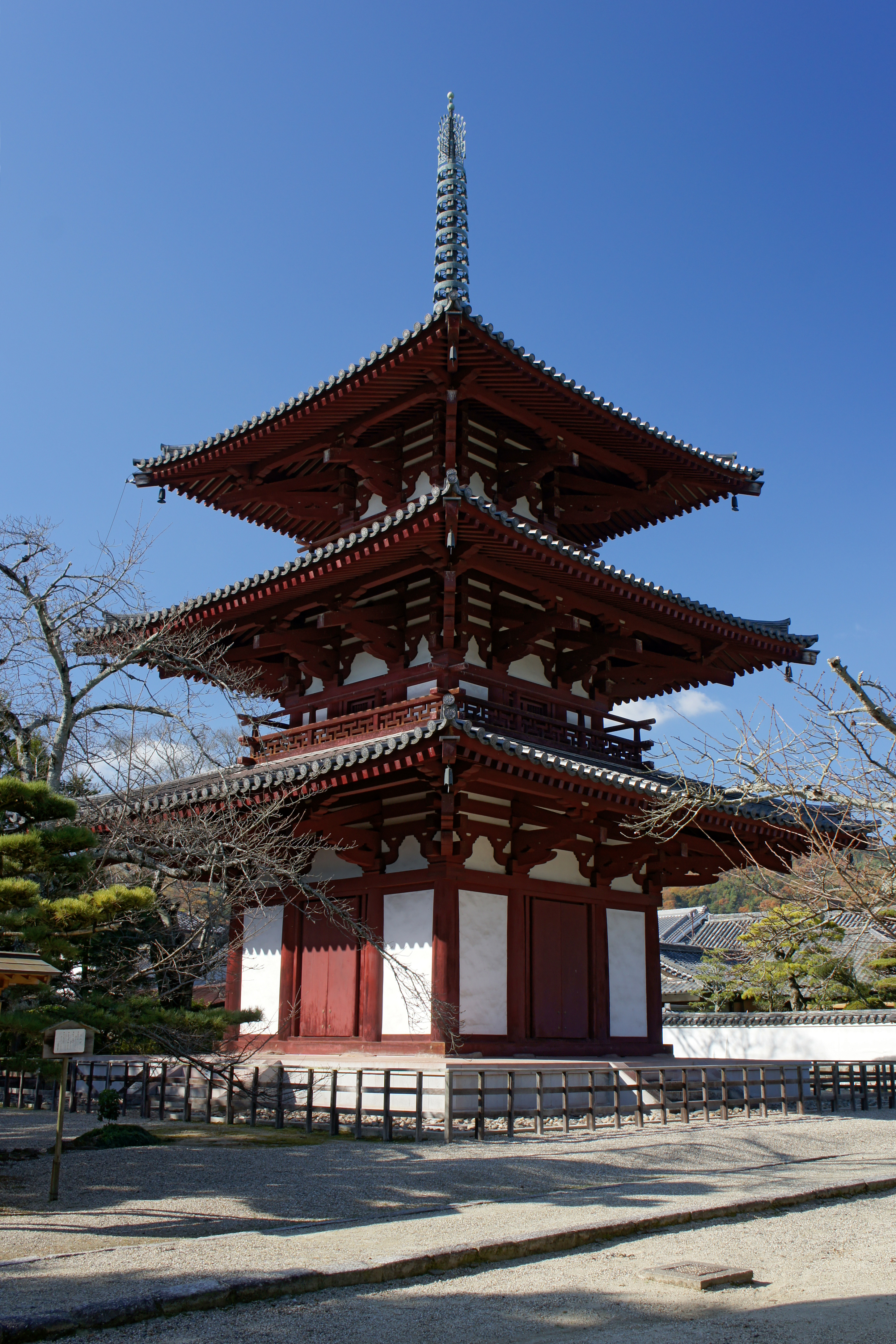
La pagode
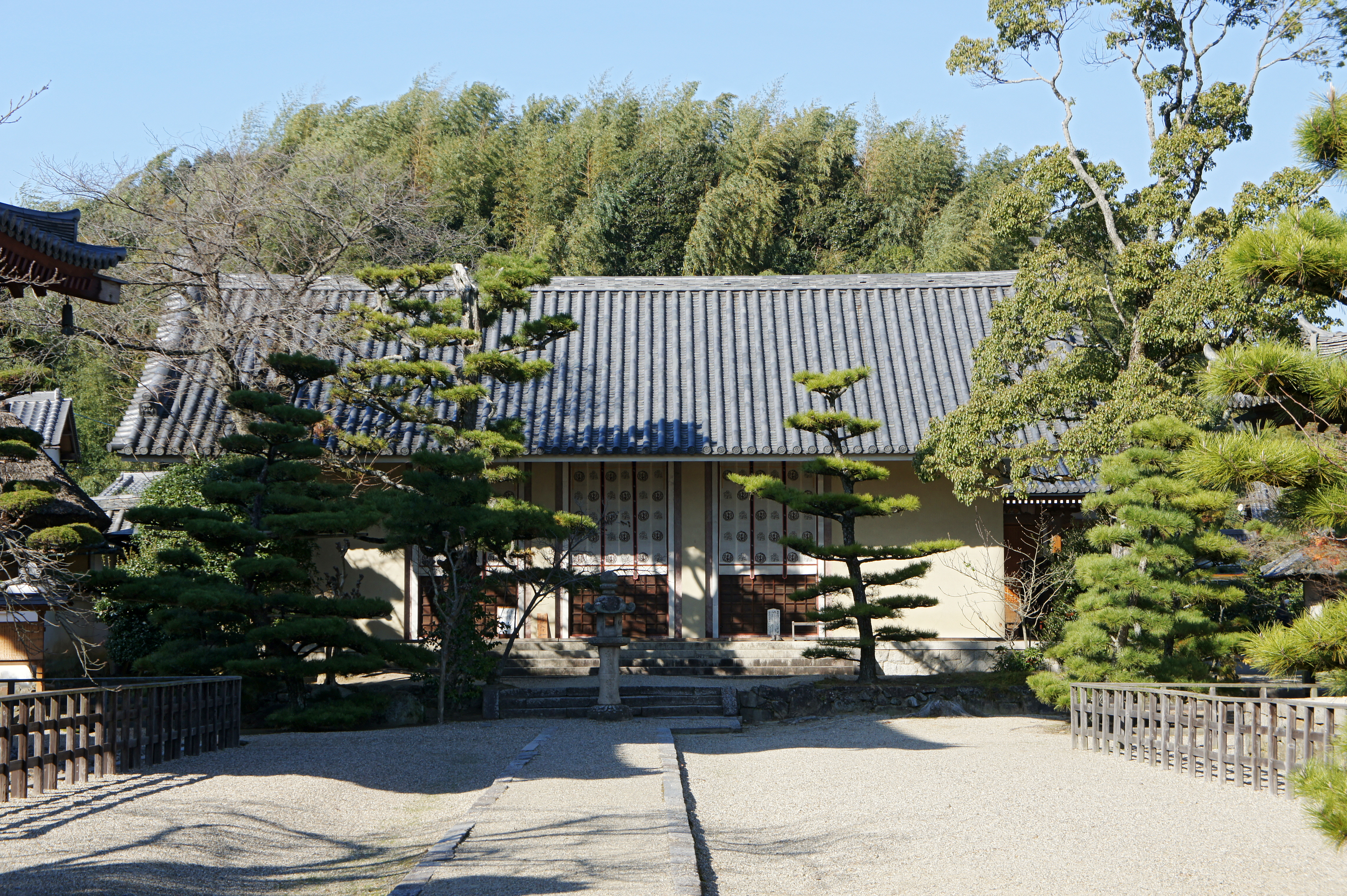
Le kōdō